# 迈雷
迈雷（法語：Mairé，法語發音：[mɛʁe]）是法国维埃纳省的一个市镇，属于沙泰勒罗区。

## 地理
迈雷（46°51'31"N, 0°45'0"E）面积20.57 平方千米，位于法国新阿基坦大区维埃纳省，该省份为法国中西部省份，北起曼恩-卢瓦尔省和安德尔-卢瓦尔省，西接德塞夫勒省，南至夏朗德省，东南接上维埃纳省，东临安德尔省。
与迈雷接壤的市镇（或旧市镇、城区）包括：巴鲁、拉盖尔什、库赛莱布瓦、莱西尼、勒尼、瓦雷、瑟尼耶-圣索沃尔。

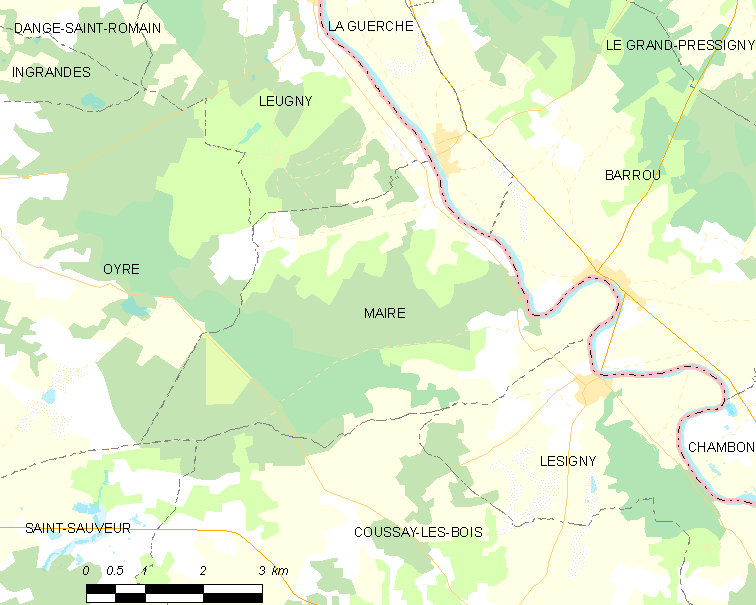
迈雷的OSM定位图

迈雷的时区为UTC+01:00、UTC+02:00（夏令时）。

## 行政
迈雷的邮政编码为86270，INSEE市镇编码为86143。

## 政治
迈雷所属的省级选区为沙泰勒罗第三县。

## 人口

1962-2008年间迈雷人口变化图示

迈雷于2022年1月1日时的人口数量为174人。